# Caloplaca testudinea
Caloplaca testudinea är en lavart som beskrevs av V. Wirth & Kärnefelt. Caloplaca testudinea ingår i släktet orangelavar och familjen Teloschistaceae.   Inga underarter finns listade i Catalogue of Life.